# Río Capilano
El río Capilano corre de norte a sur a través de las montañas de Vancouver, este río desemboca en el Burrard Inlet, frente al parque Stanley. Este río es uno de los proveedores de agua potable en el área metropolitana de Vancouver. La zona del yacimiento y de cuencas hídricas arriba de la presa se encuentra cerrada al público para garantizar la calidad del agua potable. Antes de la construcción de la presa de Cleveland, el río Capilano depositó grandes cantidades de sedimentos en el Burrard Inlet, se necesitó una draga para eliminar la acumulación de sedimentos con el fin de mantener la apertura de Burrard al Transporte marítimo.
El río fluye a través del bosque costero, en sus tramos más bajos y sigue un cañón de granito, con paredes de más de 40 metros de altura en algunos lugares.El río fluye durante los periodos de derretimiento de las capas de nieve y lluvias.

## Atracción del Río Capilano
El puente colgante de Capilano se encuentra en el distrito Norte en Vancouver en el Parque Regional del Río Capilano. Cada año en marzo, el río es la sede de una carrera de patos de huele con fines caritativos, miles de patos de hule son comprados por los participantes. los primeros patos que lleguen a la desembocadura del río ganan premios sus propietarios